# Erebus phaea
Erebus phaea là một loài bướm đêm trong họ Erebidae.